# アントニオ・アベッティ
アントニオ・アベッティ(Antonio Abetti、1846年6月19日-1928年2月20日)は、イタリアの天文学者である。
1846年6月19日にセンペテルプリゴリキ（シェンペテル＝ヴロトイバ）で生まれ、パドヴァ大学で数学と工学の学位を取った。1879年にGiovanna Colbachiniと結婚し、2人の息子をもうけた。1928年2月20日にアルチェトリで死去した。
主に位置天文学の分野の研究を行い、小惑星、彗星、恒星の掩蔽について多くの観測を行った。1874年、金星の日面通過を望遠鏡で観測するため、ピエトロ・タッキーニのインド遠征に同行した。後にアルチェトリ天文台長、フィレンツェ大学教授を務めた。新しい望遠鏡を導入して、アルチェトリ天文台を改修した。

## 名誉等
- アッカデーミア・デイ・リンチェイ会員
- 王立天文学会会員
- 月のクレーターの1つアベッティは、アントニオと息子のジョルジオ・アベッティの名前に因んで命名された。
- 小惑星アベッティも、アントニオと息子のジョルジオの名前に因んで命名された[2]。